# 하자종
하자종(河自宗, 1350년 ~ 1433년)은 고려말과 조선시대 전기의 문신으로 본관은 진양(晉陽). 조부는 하즙이고, 부친은 대사헌 진산부원군(晉山府院君) 하윤원이다.

## 생애

### 고려조
1367년 진사를 거쳐 대과 을과에 1등 장원급제하여 사헌부지평, 이조정량, 형조의 좌우참의를 역임하였다. 1379년 우왕 때에는 가선대부, 형조참판에 임명되었고 1381년에는 풍해도 관찰출척사를 역임하고 1383년에 전라도관찰사(全羅道觀察使)임명되었다. 이후, 병부상서(兵部尙書)를 지냈다.

### 조선조
1407년(태종 7) 공조참의(工曹參議)로서 세공마(歲貢馬) 50필을 압령하여 명나라에 다녀왔다. 돌아올 때 황제가 하사한 『고황후전(高皇后傳)』을 가지고 왔다. 1412년에 홍주목사(洪州牧使)를, 1415년에는 황해도관찰사(黃海道觀察使)로 봉직했다.
1418년(세종 1)에 공안부윤(恭安府尹)을 지냈고 이어 1422년에 판청주목사(判淸州牧使)를 역임하였다. 1433년(세종 15) 세상을 떠난 이후, 1447년(세종 47)에 세종대왕은 그를 좌의정(大匡輔國崇祿大夫左議政領經筵事)에 증직하였다
아들 가운데 하연(河演)은 1396년(태조 5) 병자식년문과(丙子式年文科)에 병과(丙科) 3등으로 급제하여 영의정이 되었고, 하결(河潔)은 1411년(태종 11) 신묘식년문과(辛卯式年文科)에 동진사(同進士) 14등으로 급제하여 대사간(大司諫)이 되었다.

## 가계
- 증조부 : 하직의(河直漪)
  - 조부 : 하즙(河楫, 문하찬성사)
  - 조모 : 철성 이씨(鐵城李氏,진한대부인)
    - 아버지 : 하윤원(河允源, 대사헌)
    - 어머니 : 청주 한씨(淸州韓氏, 정경부인)
    - 부인 : 진양 정씨(晉陽鄭氏, 정경부인)
      - 아들 : 하왕(瀇, 병조판서)
      - 아들 : 하형(泂, 관찰사)
      - 아들 : 하연(演, 영의정)
      - 아들 : 하결(潔, 대사간)
      - 아들 : 하보(河溥), 증영의정)
      - 딸 : 진양 하씨 (정부인)
      - 사위 : 덕수 이씨 참의공 증공조판서 이양(李揚)
        - 외손자 : 강평공 이명신(康平公 李明晨)
        - 외손자 : 군수공 이양신(郡守公 李良晨)

### 직계 후손
- 하승무(22세손, 역사신학자, 시인)[2][3][4]
- 하경덕(23세손, 사회학자, 언론인)[5][6]

## 추증
- 두문동 72현[7][8]
- 1447년(세종 29) 증좌의정(左議政)

## 참고 자료
- 世宗實錄(1454년)
- 國朝榜目(조선 후기)
- 晉陽聯藁(1609년)
- 광산김씨족보(1898년)
- 南楊州市誌(2000년)
- 晉陽河氏大同譜(庚辰譜,2000년)
- 하승무의 晉陽河氏 家門人物硏究(2015년)
- 『청선고(淸選考)』(한국학중앙연구원 장서각[K2-603])
- 『평산부선생안(平山府先生案)』(국립중앙도서관[古2517-294])